# Пікселі (фільм)
«Пікселі» (англ. Pixels) — американський фільм режисера Кріса Коламбуса за сценарієм Тімоті Даулінга і Тіма Херліхі. Прем'єра в Україні відбулась 23 липня, у США — 24 липня 2015 року.

## Сюжет
У 1982 році в надії встановити контакт із позаземним життям НАСА запустило часову капсулу, що містила зображення і кадри земного життя та культури. Тим не менше, іншопланетяни сприймають послання як оголошення війни і нападають на Землю, використовуючи моделі з аркадних ігор 80-х років, включаючи змійку, Pac-Man і Donkey Kong. Президент Вільям Купер звертається до свого друга дитинства і чемпіона з аркадних ігор Сема Бреннера. Бреннер вирішує зібрати групу ретрогеймерів, щоб протистояти прибульцям.

## В ролях
- Адам Сендлер — Сем Бреннер
- Кевін Джеймс — президент Вілл Купер
- Мішель Монаган — підполковник Вайолет Ван Паттен
- Пітер Дінклейдж — Едді Плент
- Джош Ґад — Люднов Ламонсофф
- Браян Кокс — адмірал Джеймс Портер
- Шон Бін — капрал Гілл
- Ешлі Бенсон — леді Ліза
- Джейн Краковськи — Джейн Купер, дружина президента
- Деніс Акіяма — Тору Іватані, творець Pac-Man
- Ден Екройд — репортер у Білому домі
- Нік Свардсон — жертва Pac-Manа

## Український Дубляж
- Студія: LeDoyen Studio
- Режисер дубляжу: Анна Пащенко
- Перекладач: Сергій Ковальчук

Ролі дублювали:
- Адам Сендлер - Юрій Ребрик
- Кевін Джеймс - Максим Кондратюк
- Мішель Монаган - Катерина Сергеєва
- Пітер Дінклейдж - Андрій Твердак
- Джош Ґад - Назар Задніпровський
- Браян Кокс - Микола Карцев
- Ден Ейкройд - Олександр Завальський
- Серена Вільямс - Наталя Ярошенко
- Рон Мустафа - Олександр Солодкий

## Виробництво
Зйомки фільму розпочалися в Торонто, Канада, 2 червня 2014 року. 29 липня пройшли зйомки поруч з Маркемом, Онтаріо. Зйомки фільму зайняли три місяці.
На початку фільму (влітку 1982 року) Сем і Вілл згадують Шерон Стоун, Саманту Фокс і Мадонну, при цьому насправді Шерон Стоун стала популярна на 10 років пізніше — після виходу фільму «Основний інстинкт» (1992), Саманта Фокс почала свою кар'єру наступного, 1983 року, а дебютний сингл Мадонни вийшов 6 жовтня 1982 року.                                                                             
Більшість персонажів аркадних відеоігор, подобу котрих прийняли іншопланетяни, з'явились після подій прологу: зокрема, Q*Bert (грудень 1982 року), Tetris, Duck Hunt і Paperboy (усі у 1984 році). Використовуване у назві фільму слово «пікселі» означає квадрати на площині, а тривимірні кубики, на які у фільмі перетворюються об'єкти при контакті з прибульцями, є вокселями.